# Токарєв Олександр Максимович
Олександр Максимович Токарєв (27 листопада 1921, місто Омськ, тепер Омської області, Російська Федерація — 31 липня 2004, місто Москва) — радянський державний діяч, 1-й секретар Куйбишевського обласного комітету КПРС, міністр промислового будівництва СРСР. Член ЦК КПРС у 1966—1986 роках. Депутат Верховної Ради СРСР 6—10-го скликань.

## Життєпис
Народився в родині службовця. У 1939 році закінчив середню школу.
У 1939—1940 роках — студент факультету промислового та цивільного будівництва Куйбишевського інженерно-будівельного інституту.
З жовтня 1940 по жовтень 1945 року — в Червоній армії, учасник німецько-радянської війни. Воював на Північно-Західному і 1-му Білоруському фронтах.
Член ВКП(б) з 1942 року.
У 1945—1949 роках — студент Куйбишевського інженерно-будівельного інституту.
До жовтня 1949 року — майстер, виконроб, інженер ділянки на будівництві Новокуйбишевського нафтопереробного заводу Куйбишевської області.
У жовтні 1949 — березні 1950 року — секретар комітету ВЛКСМ, у березні 1950 — травні 1951 року — заступник секретаря комітету ВКП(б) будівництва Новокуйбишевського нафтопереробного заводу.
У травні 1951 — липні 1952 року — секретар Ставропольського міського комітету ВКП(б) Куйбишевської області.
У липні 1952 — 1955 року — 1-й секретар Новокуйбишевського міського комітету КПРС Куйбишевської області.
У 1956—1958 роках — завідувач відділу будівництва та будівельних матеріалів Куйбишевського обласного комітету КПРС.
У 1958—1959 роках — секретар Куйбишевського обласного комітету КПРС.
У грудні 1959 — грудні 1962 року — голова виконавчого комітету Куйбишевського обласної ради депутатів трудящих.
У січні 1963 — 14 грудня 1964 року — 1-й секретар Куйбишевського промислового обласного комітету КПРС.
14 грудня 1964 — 23 березня 1967 року — 1-й секретар Куйбишевського обласного комітету КПРС.
21 лютого 1967 — 15 лютого 1984 року — міністр промислового будівництва СРСР.
З лютого 1984 року — персональний пенсіонер союзного значення в Москві.
Помер 31 липня 2004 року. Похований в Москві на Троєкуровському цвинтарі.

## Нагороди
- чотири ордени Леніна (1960,)
- орден Вітчизняної війни ІІ ст.
- орден Трудового Червоного Прапора (1958)
- медаль «За бойові заслуги»
- медаль «За визволення Варшави»
- медаль «За взяття Берліна»
- медаль «За перемогу над Німеччиною у Великій Вітчизняній війні 1941—1945 рр.»
- медаль «За трудову доблесть» (1959)
- медалі